# Кара-Куль (озеро, Высокогорский район)
Кара́-Куль или Каракуль (тат. Каракүл) — озеро в России, располагается южнее одноимённой деревни на территории Высокогорского района Республики Татарстан. Памятник природы с 1978 года.
Представляет собой водоём карстового происхождения, находящийся на водоразделе рек Ашит и Петьялка. Озеро имеет сложную вытянутую форму, длиной 820 м и максимальной шириной в 220 м. Площадь водной поверхности озера составляет 10 га. Наибольшая глубина достигает 10 м, средняя глубина равняется примерно 4 м. Питание подземное, устойчивое. На восточном берегу широколиственный лес.